# Tegeozetes angolensis
Tegeozetes angolensis är en kvalsterart som beskrevs av Balogh 1958. Tegeozetes angolensis ingår i släktet Tegeozetes och familjen Tectocepheidae. Inga underarter finns listade i Catalogue of Life.